# 元山金剛山高速公路
元山-金剛山高速公路（韓語：원산금강산관광도로），是連接朝鮮民主主義人民共和國江原道元山和金剛山地區高城郡的一條高速公路。全長114公里。
1989年竣工。